# Fauna ediakarska

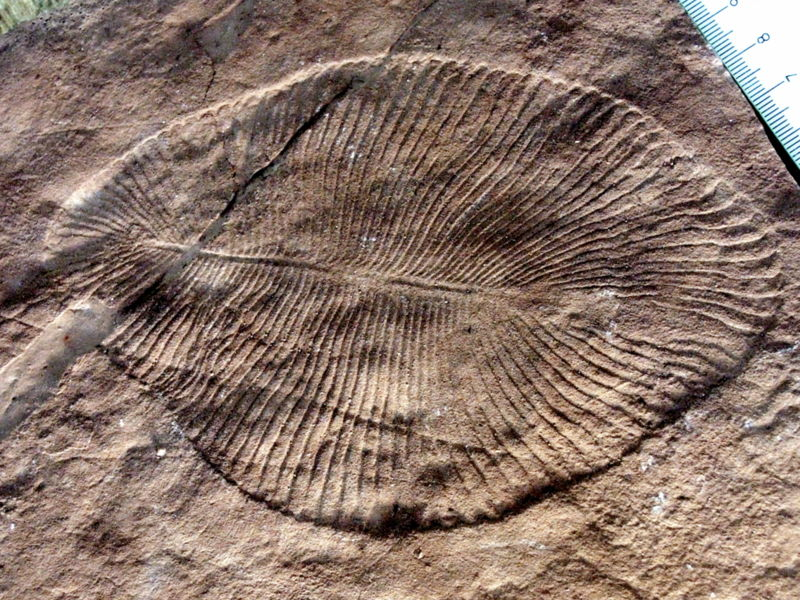
Skamieniałość Dickinsonia costata

Fauna ediakarska (ang. Ediacaran, wcześniej fauna wendu) – zespół wymarłych organizmów okresu ediakaru, reprezentujący najstarsze znane organizmy wielokomórkowe. Pojawiły się one wkrótce po zakończeniu epoki lodowej okresu kriogeńskiego, i w większości zniknęły przed wzrostem bioróżnorodności znanym jako eksplozja kambryjska. Fauna ediakarska w niewielkim tylko stopniu przypomina schematy budowy późniejszych organizmów.
Organizmy ediakarskie pojawiły się około 610 milionów lat temu i pozostawały w rozkwicie do początku kambru 542 miliony lat temu. Nie są spotykane później niż u schyłku ediakaru, pozostawiając po sobie co najwyżej relikty wcześniej kwitnących ekosystemów. Rzadkie skamieniałości mogące do nich przynależeć znajdywano w warstwach środkowego kambru (510–500 milionów lat temu). Sformułowano liczne hipotezy tłumaczące zniknięcie, w tym o braku zapisu kopalnego (preservation bias), zmianę środowiska, pojawienie się drapieżnictwa i konkurencji z innymi organizmami.
Niektóre ediakarskie organizmy mogły być blisko spokrewnione z później znaczącymi grupami; przykładowo Kimberella wykazuje pewne podobieństwa do mięczaków, a u innych organizmów występuje symetria dwuboczna. Skamieniałe ślady ryjących, przypominających robaki organizmów prawdopodobnie również zostawiły zwierzęta dwubocznie symetryczne. Jednak większość niemikroskopowych skamieniałości różni się morfologicznie od późniejszych form życia, i przypomina dyski, torby wypełnione mułem oraz pikowane materace. Klasyfikacja jest trudna, a przypisanie niektórych gatunków nawet na poziomie królestwa – zwierząt, grzybów, protistów lub innego – niepewne. Adolf Seilacher uzyskał nawet pewne poparcie dla idei oddzielnego królestwa Vendobionta (teraz zwanego Vendozoa). Ich pozorny brak podobieństwa do późniejszych organizmów spowodował, że niektórzy uznali je za „nieudany eksperyment” wielokomórkowego życia a późniejsze formy wielokomórkowe wyewoluowały niezależnie.

## Historia
Pierwszymi odkrytymi skamieniałościami fauny ediakarskiej były dyskokształtne Aspidella terranovica, odkryte w 1868 roku. Ich odkrywca, A. Murray, geodeta i geolog, uznał te skamieniałości za pomocne w ustaleniu wieku skał okolic Nowej Fundlandii. Jednak, jako że warstwa, w której się znajdowały, leżała poniżej „Primordial Strata” (czyli kambryjskich), uważanych wówczas za zawierające pierwsze ślady życia, zajęło cztery lata nim Elkanah Billings odważył się wysunąć hipotezę, że mogą to być skamieniałości organizmów żywych. Ich prosty kształt był powodem, dla którego współcześni odrzucili propozycję, uznając je za struktury powstałe na skutek ucieczki gazu, nieorganiczne konkrecje lub nawet sztuczki, spłatane przez złośliwego Boga, aby odwieść ludzi od wiary. Nie znano wówczas podobnych struktur z żadnego innego miejsca, a jednostronna debata wkrótce została zapomniana. W 1933 roku Gürich odkrył skamieniałości w Namibii, ale pogląd o kambryjskich początkach życia sprawił, że przypisano je do kambru i nie powiązano ich z Aspidella. W 1946 Reg Sprigg odnotował obecność skamieniałości „meduz” w skałach australijskich Wzgórz Ediacara w Górach Flindersa, ale w owym czasie skały te datowano na wczesny kambr, i mimo pewnego zainteresowania odkrycie nie zyskało należytej uwagi.
Dopiero w wyniku odkrycia Charnii w 1957 zaczęto poważnie rozważać możliwość, że skamieniałości ediakarskie zawierają ślady życia. Tę przypominającą kształtem liść paproci skamieniałość odkryto w angielskim lesie Charnwood Forest, a dzięki szczegółowym mapom geologicznym British Geological Survey nie było wątpliwości, że znajdują się w skałach prekambryjskich. W końcu paleontolog Martin Glaessner zauważył związek z wcześniejszymi odkryciami, a połączenie poprawionego datowania istniejących okazów i nowa energia w poszukiwaniach spowodowały, że odkryto wiele innych przypadków.
Wszystkie okazy odkryte przed 1967 pochodziły z gruboziarnistego piaskowca, w którym nie zachowały się drobne szczegóły, co utrudniało interpretację znalezisk. Dokonane przez S.B. Misra odkrycie sfosylizowanych warstw wulkanicznego popiołu w zbiorze skamieniałości w Mistaken Point w Nowej Fundlandii umożliwiło opisanie cech, które były wcześniej niewidoczne.
Kiepska komunikacja połączona z problemami w korelacji globalnie różnych formacji, prowadziły do powstania wielu nazw dla tej samej fauny. W 1960 francuską nazwę „Ediacarien” – pochodzącą od wzgórz Ediacara w południowej Australii, które z kolei zostały nazwane od aborygeńskiego „diyakra” (oznaczającego obecność wody) – dodano do konkurencyjnych form „Sinian” i „Verdian” dla oznaczenia bezpośrednio prekambryjskich skał. Nazw tych używano również względem organizmów żywych. „Ediacaran” i „Ediacarian” były później zastosowane jako nazwa epoki geologicznej i odpowiadających jej skał. W marcu 2004 Międzynarodowa Unia Nauk Geologicznych (IUGS) zakończyła niespójność, formalnie nazywając końcowy okres Neoproterozoiku, od australijskich wzgórz „ediakarskim”.

## Utrwalenie w materiale kopalnym
Zazwyczaj wszystkie skamieniałości, poza najmniejszymi ich fragmentami, odzwierciedlają twarde elementy szkieletów martwych organizmów. Ponieważ ediakarskie organizmy miały miękkie ciała, pozbawione szkieletu, ich liczne utrwalenie jest zaskakujące. Niewątpliwie pomógł brak ryjących stworzeń żyjących w osadach; od czasu ich wyewoluowania w kambrze części miękkie były najczęściej naruszane, nim uległy fosylizacji.

### Maty mikrobiotyczne
Maty mikrobiotyczne to obszary osadu ustabilizowane przez kolonie mikrobów, które wydzielają klejące substancje lub w inny sposób wiążą cząsteczki osadu. Wzrost kolonii umożliwia wchłonięcie przykrywającej ją cienkiej warstwy osadu, choć pojedynczy jej członkowie nie przemieszczają się. Jeżeli odłoży się zbyt gruba warstwa osadu, część kolonii ginie, pozostawiając skamieniałość o charakterystycznym wyglądzie pomarszczonej „słoniowej skóry” i gruzełkowatej teksturze. Większość ediakarskich warstw o takiej strukturze zawiera skamieniałości innych organizmów. Równocześnie skamieniałości takie praktycznie nigdy nie są znajdowane poza matami. Ewolucja organizmów żywiących się matami w kambrze znacząco zredukowała ich powszechność, i są one obecnie ograniczone do niegościnnych ostoi.

### Fosylizacja
Powstanie ediakarskich skamieniałości jest zagadkowe, jako że miękkie organizmy zazwyczaj ich nie pozostawiają. Inaczej niż późniejsze skamieniałości miękkich organizmów (takie jak te znajdowane w łupkach z Burgess lub w wapieniu górnojurajskim (tyton) z okolic Solnhofen) organizmy z tego okresu nie są znajdowane tylko w nielicznych środowiskach o niezwykłych specyficznych warunkach; był to globalny fenomen, a proces, który do tego doprowadził, był powtarzalny i powszechny. Ediakar cechowały zatem odmienne od późniejszych epok warunki. Panuje przekonanie, że skamieniałości powstawały dzięki szybkiemu przykryciu przez popiół lub piasek ciał organizmów, zachowując je w błocie lub macie mikrobiotycznej, na której żyły. Pokłady popiołu utrwalają więcej szczegółów, a ich wiek może być określany z dokładnością do miliona lat lub większą dzięki datowaniu izotopowemu. Niemniej skamieniałości ediakarskie częściej są znajdowane pod warstwami piasku naniesionymi przez sztormy lub przydenne prądy zawiesinowe o wysokiej energii, odkładające turbidyty. Współcześnie miękkie organizmy niemalże nigdy nie zachowują się w takich warunkach, ale obecność szeroko rozpowszechnionych mat mikrobiotycznych prawdopodobnie wspomogła fosylizację poprzez stabilizowanie odcisków martwych organizmów poniżej górnej warstwy.

## Różnorodność
Najbardziej znane rodzaje występujące w faunie ediakarskiej:

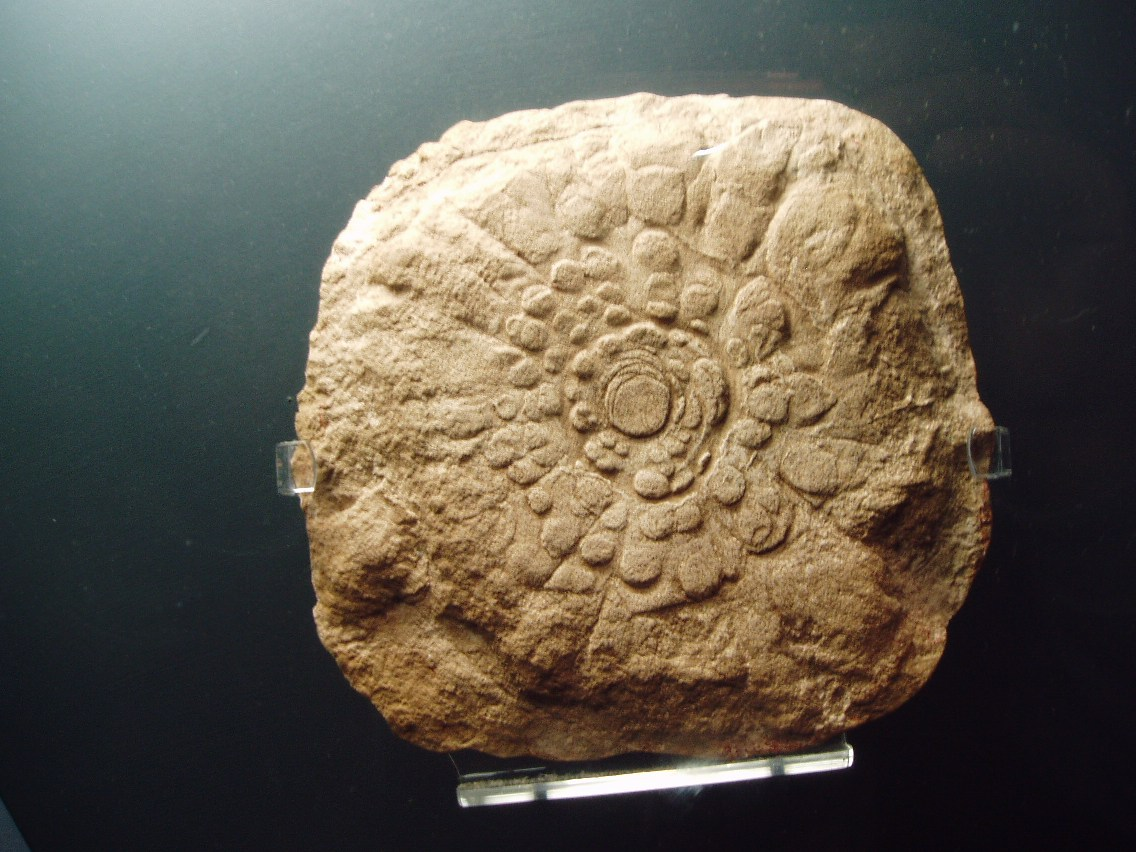
Skamieniałość Mawsonites spriggi

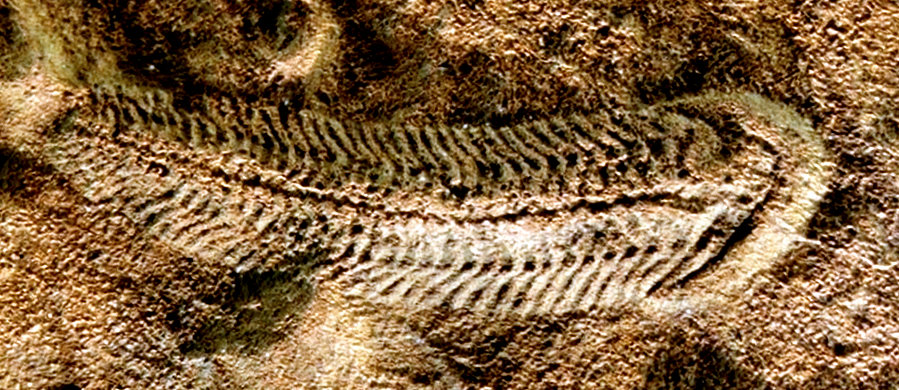
Skamieniałość Spriggina flounensi

- Aspidella
- Charnia
- Charniodiscus
- Cloudina
- Conomedusites
- Dickinsonia
- Ernietta
- Hiemarola
- Inaria
- Kimberella
- Mawsonites

- Nemiana
- Nimbia
- Ovatoscutum
- Parvancorina
- Phyllozoon
- Praecambridium
- Pteridinium
- Rangea
- Rugoconites
- Sekwia
- Spriggina
- Stromatoveris

- Thectardis
- Tribrachidium
- Triforillonia
- Vendia
- Vendomia
- Vinlandia
- Yorgia